# Lijst van voetbalinterlands Aruba - Puerto Rico
Deze lijst van voetbalinterlands is een overzicht van alle officiële voetbalwedstrijden tussen de nationale teams van Aruba en Puerto Rico. De landen speelden tot op heden vier keer tegen elkaar. De eerste wedstrijd, een kwalificatiewedstrijd voor het Wereldkampioenschap voetbal 2002, werd gespeeld op 11 maart 2000 in Oranjestad. De laatste ontmoeting, een groepswedstrijd tijdens de CONCACAF Nations League 2024/25, vond plaats op 15 november 2024 in Mayagüez.

## Wedstrijden
| № | Plaats     | Datum            | Competitie                      | Wedstrijd           | Uitslag |
| - | ---------- | ---------------- | ------------------------------- | ------------------- | ------- |
| 1 | Oranjestad | 11 maart 2000    | WK 2002 kwalificatie            | Aruba − Puerto Rico | 4 – 2   |
| 2 | San Juan   | 18 maart 2000    | WK 2002 kwalificatie            | Puerto Rico – Aruba | 2 – 2   |
| 3 | Mayagüez   | 9 september 2024 | CONCACAF Nations League 2024/25 | Aruba − Puerto Rico | 0 − 1   |
| 4 | Mayagüez   | 15 november 2024 | CONCACAF Nations League 2024/25 | Puerto Rico − Aruba | 5 − 1   |

## Samenvatting
| Competitie              | Totaal gespeeld | Winst Aruba | Gelijk | Winst Puerto Rico | Doelsaldo Aruba – Puerto Rico |
| ----------------------- | --------------- | ----------- | ------ | ----------------- | ----------------------------- |
| WK-kwalificatie         | 2               | 1           | 1      | 0                 | 6 – 4                         |
| CONCACAF Nations League | 2               | 0           | 0      | 2                 | 1 − 6                         |
| Totaal                  | 4               | 1           | 1      | 2                 | 7 – 10                        |

Wedstrijden bepaald door strafschoppen worden, in lijn met de FIFA, als een gelijkspel gerekend.